# 1,3-프로페인다이올
1,3-프로페인다이올(1,3-Propanediol)은 CH2(CH2OH)2의 화학식을 가지는 유기 화합물이며, 무색에 점성이 있고 물과 혼화성을 가진다.

## 생성물
폴리트리메틸렌 테레프탈레이트와 같은 고분자 화합물을 만들기 위한 재료로 사용된다.
1,3-프로페인다이올은 복합 재료, 접착제, 라미네이션, 코팅, 거푸집, 지방족 화합물, 공폴리에스터 등의 산업 물질들을 생성하는데 사용된다. 용매, 부동액, 나무 페인트 등에 사용되기도 한다.

## 제조공정
1,3-프로페인다이올은 주로 아크롤레인의 수화 반응으로 생성된다. 이외에는 산화 에틸렌을 하이드로포밀화하여 루테린을 만든 후, 수소화하여 만들어내기도 한다. 생체 내에서의 생성경로도 알려져 있는데, 다음과 같다.
이 화합물을 형성하는 생화학적 경로는 총 두개가 있는데, 각각 다음과 같다.
- 유전자 조작을 거친 Tate & Lyle사의 대장균 균주에서 합성이 일어난다. 2007년에만 대략 120,000톤의 화합물이 이 공정으로 생산되었다.[4] 또한 듀폰사에 의하면 이 공정을 통해 기존 공정보다 대략 40%의 에너지를 절약할 수 있다고 한다.[5][6] 듀폰사와 Tate & Lyle사는 생화학적 합성법을 개발하고 발달시킨 공로를 인정받아 미국화학학회로부터 상을 받았다.[6]
- 클로스트리움 디올리스와 장내세균과의 일부 세균들은 바이오디젤 생산과정의 부산물인 글리세롤을 가지고 1,3-프로페인다이올을 합성할 수 있다.[7]

## 안정성
1,3-프로페인디올 증기나 증기 혼합물을 흡입했을 시의 특별한 위험성은 없다.

## 같이 보기
- 에틸렌 글라이콜
- 폴리젖산
- 프로필렌 글라이콜